# K5 League 2022
Die Saison 2022 der K5 League ist die vierte Saison der höchsten Amateurliga im südkoreanischen Fußball.
Die Spielzeit 2022 wird mit 13 Staffeln zu je 6 bis 8 Mannschaften ausgetragen. Die besten Mannschaften aller Staffeln spielen im Königspokal die Ligameisterschaft aus. Aufsteiger in die K4 League werden dieses Jahr nicht ermittelt. Vorjahresmeister der K5 League ist Suwon City FC.

## Liga-Staffeln
- K5 League Gyeonggi-do 2022 mit 6 Mannschaften aus dem Gyeonggi-do-Fußballverband (GYFV)
- K5 League Gangwon-do 2022 mit 6 Mannschaften aus dem Gangwon-do-Fußballverband (GAFV)
- K5 League Jeollabuk-do 2022 mit 7 Mannschaften aus dem Jeollabuk-do-Fußballverband (JBFV)
- K5 League Chungcheongbuk-do 2022 mit 6 Mannschaften aus dem Chungcheongbuk-do-Fußballverband (CBFV)
- K5 League Jeollanam-do 2022 mit 6 Mannschaften aus dem Jeollanam-do-Fußballverband (JNFV)
- K5 League Busan/Gyeongsangnam-do 2022 mit 6 Mannschaften aus dem Busan-Fußballverband (BFV) und dem Gyeongsangnam-do-Fußballverband (GNFV)
- K5 League Sejong/Chungcheongnam-do 2022 mit 6 Mannschaften aus dem Sejong-Fußballverband (SJFV) und dem Chungcheongnam-do-Fußballverband (CNFV)
- K5 League Daegu/Gyeongsangbuk-do 2022 mit 8 Mannschaften aus dem Gyeongsangbuk-do-Fußballverband (GBFV) und dem Daegu-Fußballverband (DGFV)
- K5 League Seoul 2022 mit 8 Mannschaften aus dem Seoul-Fußballverband (SFV)
- K5 League Gwangju 2022 mit 6 Mannschaften aus dem Gwangju-Fußballverband (GWFV)
- K5 League Daejeon 2022 mit 6 Mannschaften aus dem Daejeon-Fußballverband (IFV)
- K5 League Incheon 2022 mit 6 Mannschaften aus dem Incheon-Fußballverband (IFV)
- K5 League Ulsan 2022 mit 6 Mannschaften aus dem Ulsan-Fußballverband (UFV)

## Königspokal
Am Königspokal 2022 (auch K5 League Meisterschaft genannt) nehmen die Meister aller Staffeln teil. Suwon City FC gewann die Vorjahres K5 League-Meisterschaft.

### Modus
Ausgetragen wird der Königspokal im K.-o.-Modus. Der Gewinner des Finalspieles wird K5 League 2022-Meister.

### Qualifizierte Mannschaften
Folgende Mannschaften qualifizierten sich sportlich für die Aufstiegsspiele:
| Staffel                    | Meister                    | Staffel                    | Meister                    | Staffel                    | Meister                    | Staffel                    | Meister                    |
| K5 League Königspokal 2022 | K5 League Königspokal 2022 | K5 League Königspokal 2022 | K5 League Königspokal 2022 | K5 League Königspokal 2022 | K5 League Königspokal 2022 | K5 League Königspokal 2022 | K5 League Königspokal 2022 |
| -------------------------- | -------------------------- | -------------------------- | -------------------------- | -------------------------- | -------------------------- | -------------------------- | -------------------------- |
| Gyeonggi-do                | Suwon City FC              | Jeollanam-do               | Mokpo Goddangdae FC        | Seoul                      | Yangcheon TNT FC           | Ulsan                      | Bukgu 523 FC               |
| Gangwon-do                 | Gangneung Kwandong FC      | Busan/Gyeongsangnam-do     | Gimhae Jaemiks FC          | Gwangju                    | Seogu Hwajeong FC          | -                          | -                          |
| Jeollabuk-do               | Jeonju Parangsae           | Sejong/Chungcheongnam-do   | Sejong Ukil FC             | Daejeon                    | Daejeon Seobu FC           | -                          | -                          |
| Chungcheongbuk-do          | Cheongju Cheongwon FC      | Daegu/Gyeongsangbuk-do     | Daegu Cheongsol FC         | Incheon                    | Incheon Nambu FC           | -                          | -                          |